# El superdetectiu
El superdetectiu (original: Super-Sleuth) és una pel·lícula de comèdia de misteri estatunidenca de 1937 dirigida per Ben Stoloff. Va ser un primer paper principal de Jack Oakie. El 1946 se'n va fer un remake conegut com Genius at Work, amb Wally Brown i Alan Carney. Està doblada al català.

## Argument
Un detectiu de cinema creu que realment té les habilitats per resoldre un cas de la vida real. Bill Martin presumeix d'irritar els veritables detectius de la policia de Los Angeles, així com la publicista d'estudi Mary Strand que estima en Bill però no aprecia l'arrogància de l'actor.
Un misteriós assassí conegut com "Poison Pen" decideix assassinar en Bill, molest amb la seva darrera pel·lícula. En Bill i la Mary visiten al professor Herman per demanar consell, sense saber que el professor i l'assassí són un mateix.
Per error, un company de pel·lícula, en Ralph Waring, és assassinat per Poison Pen, i el seu substitut, Larry Frank, és sospitós del crim. Per salvar en Bill de l'assassí i d'ell mateix, la Mary s'encarrega que el tanquin, però en Bill aconsegueix que el professor Herman el tregui de la presó. La Mary i la policia acudeixen al seu rescat just a temps.

## Repartiment
- Jack Oakie com Willard "Bill" Martin
- Ann Sothern com Mary Strand
- Eduardo Ciannelli com Professor Herman
- Edgar Kennedy com Tinent Garrison
- Joan Woodbury com Doris Dunne
- Bradley Page com Ralph Waring
- Paul Guilfoyle com Gibbons
- Willie Best com Warts
- William Corson com Beckett
- Alec Craig com Eddie